# エル・シグノ
エル・シグノ（El Signo）のリングネームで知られるアントニオ・サンチェス・レンドン（Antonio Sánchez Rendón、1954年9月4日 - 2024年6月6日）は、メキシコのプロレスラーである。メキシコ、オアハカ州オコトランの出身。

## 来歴
1971年9月16日にオアハカ州でデビュー。デビュー当時はマスクマンであった。長らくUWA系、EMLL系のリングで活躍。1976年12月28日にメキシコシティにてエル・マテマティコを破りUWA世界ライト級王座を獲得。1979年6月24日にはティフアナでボビー・リーからUWA世界ウェルター級王座を奪取した。
1970年代後半にはネグロ・ナバーロ、エル・テハノとロス・ミシオネロス・デ・ラ・ムエルテ（Los Misioneros de la Muerte）を結成。ブラソ・デ・オロ、ブラソ・デ・プラタ、エル・ブラソのロス・モスケテロス・デル・ディアブロと抗争を繰り広げた。1981年10月には新日本プロレスに初来日。以降1980年代に数度来日し、旧UWFの旗揚げシリーズにも参戦した。また、ユニバーサルや闘龍門にも来日経験がある。
1995年にEMLLから独立したはAAAと契約。ピロマニアコ（Piromaniaco）のリングネームで活躍。1996年にはCMLLに復帰。1990年代後半からはセミリタイヤ状態になり、2010年5月1日にアレナ・ネサで引退興行が行われ引退した。
実子がエル・イホ・デル・シグノのリングネームで2008年にデビューしている。
2024年6月6日、69歳で死去。

## 得意技
- 卍固め
- エル・ヌド

## 獲得タイトル
LLI
- UWA世界ジュニアライトヘビー級王座 : 1回
- UWA世界ライトヘビー級王座 : 2回
- UWA世界ライト級王座 : 1回
- UWA世界6人タッグ王座 : 6回（w / ネグロ・ナバーロ&エル・テハノ×2、ネグロ・ナバーロ&ブラック・パワー2号×2、 ネグロ・ナバーロ&ロッキー・サンタナ×2）
- UWA世界ウェルター級王座 : 1回
- WWFライトヘビー級王座 : 1回

EMLL
- メキシカンナショナルトリオ王座（英語版） : 1回（w / ブルー・パンテル&フエルサ・ゲレーラ）